# Franco Imoda
Franco Imoda SJ (* 1937 in Turin) ist ein italienischer Ordensgeistlicher und Psychologe. Von 1998 bis 2004 war er Rektor der Päpstlichen Universität Gregoriana.

## Leben
Franco Imoda trat der Ordensgemeinschaft der Jesuiten bei. Das Studium der Philosophie in Vals-près-le-Puy in Frankreich und der Katholischen Theologie in Chieri schloss er 1960 bzw. 1966 jeweils mit einem Lizenziat ab. Später empfing Imoda das Sakrament der Priesterweihe und absolvierte das Tertiat in Dublin. Anschließend studierte er Psychologie an der Fordham University in New York City und erwarb 1971 mit der Arbeit Sociometric status and personality in training centers for religious („Soziometrischer Status und Persönlichkeit in Ausbildungszentren für Ordensleute“) an der University of Chicago einen Ph.D. im Fach Klinische Psychologie. Daneben absolvierte er eine Ausbildung am Illinois State Psychiatric Institute und am psychosomatischen und psychiatrischen Institut des Michael Reese Hospital in Chicago.
Ab 1971 lehrte Franco Imoda Psychologie an der Päpstlichen Universität Gregoriana in Rom. Sein Forschungsschwerpunkt ist die psychologische Dimension der religiösen Berufung. Zusätzlich leitete er von 1980 bis 1986 und von 1993 bis 1998 das dortige Institut für Psychologie. Von 1994 bis 1998 fungierte Imoda als Vizerektor und von 1998 bis 2004 als Rektor der Päpstlichen Universität Gregoriana. Darüber hinaus wurde er im September 2003 Mitglied der Kommission für den Bologna-Prozess der Kongregation für das Katholische Bildungswesen und im September 2004 Präsident der Fondazione La Gregoriana. Papst Johannes Paul II. berief ihn am 29. Januar 2005 zudem zum Konsultor der Kongregation für das Katholische Bildungswesen und Papst Franziskus bestätigte ihn am 11. Juli 2016 für weitere fünf Jahre in dieser Funktion. Von September 2007 bis 2018 leitete Imoda als Präsident die Agentur des Heiligen Stuhls für die Evaluation und die Verbesserung der Qualität der kirchlichen Universitäten und Fakultäten (AVEPRO). Ferner ist er seit 2017 Vorsitzender des Verwaltungsrats des Istituto Massimiliano Massimo.
Außerdem ist Imoda seit 1991 als Psychotherapeut zugelassen und gehört der Associazione italiana di Psicologia (AIP) an. 2003 wurde er als Offizier in die Ehrenlegion aufgenommen und seit 2004 gehört er der Russischen Akademie der Wissenschaften an.

## Schriften (Auswahl)
- Sociometric status and personality in training centers for religious. University of Chicago, 1971, OCLC 20319027.
- Luigi M. Rulla, Franco Imoda, Joyce Ridick: Antropologia della vocazione cristiana. Band 1: Basi interdisciplinari. Ed. Piemme di Pietro M. Rietti, Casale Monferrato 1985, OCLC 159858331.
- Luigi M. Rulla, Franco Imoda, Joyce Ridick: Antropologia della vocazione cristiana. Band 2: Conferme esistenziali. Ed. Piemme di Pietro M. Rietti, Casale Monferrato 1986, OCLC 165852753.
- Joyce Ridick, Franco Imoda, Luigi M. Rulla: Psychological structure and vocation. A study of the motivations for entering and leaving the religious life. Gregorian University Press, Rom 1988, ISBN 978-88-7652-586-5.
- Fissatolo lo amò. Psicologia della vocazione nell’età giovanile (= Educare alla vita). Àncora Editrice, Mailand 1996, ISBN 978-88-7610-569-2.
- Antropologia interdisciplinare e formazione (= Psicologia e formazione. Band 16). EDB, Bologna 1997, ISBN 978-88-10-50816-9.
- Luigi M. Rulla, Franco Imoda, Joyce Ridick: Antropologia della vocazione cristiana (= Psicologia e formazione. Band 18). Band 3: Aspetti interpersonali. Ed. Piemme di Pietro M. Rietti, Casale Monferrato 1997, ISBN 978-88-10-50819-0.
- Human Development. In: Franco Imoda (Hrsg.): A journey to freedom. An interdisciplinary approach to the anthropology of formation. Peeters, Leuven 2000, ISBN 978-90-429-0894-9, S. 116–160.
- Esercizi spirituali e psicologia: l’altezza, la larghezza e la profondità (Ef 3,18). Editrice della Pontificia Università Gregoriana, Rom 2000, ISBN 978-88-7652-676-3.
- Acompañamiento vocacional. Psicología de la vocación en la adolescencia (= Nueva alianza minor. Band 6). Sígueme, Salamanca 2002, ISBN 978-84-301-1455-9.
- Sviluppo umano, psicologia e mistero (= Psicologia e formazione. Band 31). EDB, Bologna 2005, ISBN 978-88-10-50831-2.
- Riscopri il mistero che è in te. Edizioni Sant’Antonio, Saarbrücken 2018, ISBN 978-6-20200051-2.